# Zarouts'ke
Zaruts'ke (en ukrainien : Заруцьке ; en russe : Заруцкое) est un village situé dans le raïon de Chostka de l'oblast de Soumy en Ukraine.

## Historique
Lors de l'invasion de l'Ukraine par la Russie en 2022, le pont qui enjambe la rivière traversant le village est détruit.